# 力石
力石（ちからいし）は、力試しに用いられる大きな石である。日本では鍛錬や娯楽として、江戸時代から明治時代まで力石を用いた力試しが盛んに行われた。磐持石 / 盤持石 / 晩持石（ばんもちいし）、力試し石（ちからだめしいし）など地方によって様々に呼ばれた。また、伝説的な人物が投げたと言い伝えられる力石も各地にある。

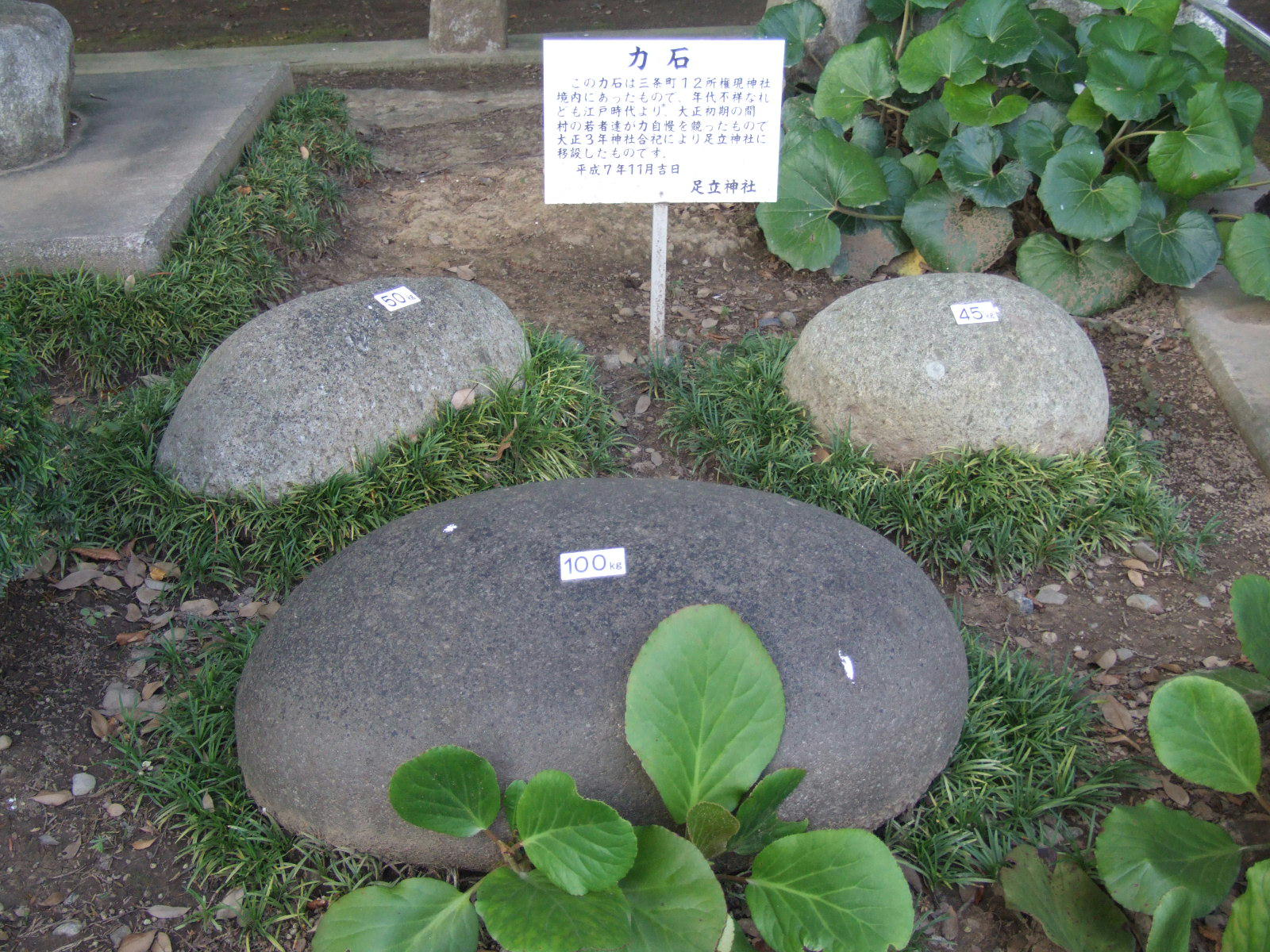
無銘の力石。手前100kg、左50kg、右45kg
（さいたま市、2006年8月）

## 起源と歴史
力石の起源を石占に求める説がある。石占とは、神社・寺院に置かれた特定の石を持ち上げて重いと感じるか軽いと感じるかによって吉凶や願い事の成就を占うものである。もともと占いのために持ち上げていたものが、娯楽や鍛錬のための力試しになったというのがこの説である。しかし、全国の力石を調査した高島愼助によれば、石占的な談話はほとんど聞かれなかったとのことである。
石占で用いられる力石を「重軽石（おもかるいし）」と呼び（後述書 pp.112-113）、例として、埼玉県児玉郡美里村（現美里町）浅間神社では、何事か起きた場合、石を持ち上げ、軽く感じた時は吉、重く感じた時は凶と占い（後述書 p.112.石自体は紛失している。p.113）、また岐阜県加茂郡太田町でも同じ石占は行われており、病気・紛失物・商売を占う際に用いられ、こうした重軽石による占いは、出陣・天気・農作の豊凶を占うのにも用いられた。
力石の存在が確証されるのは、16世紀に作られた『上杉本洛中洛外図屏風』で、「弁慶石」の銘を持つ力石が描かれている。『土佐物語』巻第五にも、永禄年間のこととして、磐持ちがなされた記述がみられる。また、1603年の『日葡辞書』に力石の項があり、「力試しをする石」とされている。江戸時代の連歌に「文治二年の力石もつ」という句があり、おそらく文治2年（1186年）の銘か言い伝えがある力石があったとみられる。現存する力石に刻まれた年としては、寛永9年（1632年）が知られているかぎりもっとも古い。
江戸時代から明治時代にかけては力石を用いた力試しが日本全国の村や町でごく普通に行われていた。個人が体を鍛えるために行ったり、集団で互いの力を競いあったりした。神社の祭りで出し物の一つとして力試しがなされることもあった。
20世紀後半に力試しの習俗は廃れ、かつてあった力石のほとんどは行方不明になった。一部では住民が喪失を惜しんで力石を神社に奉納、境内に安置した。また後には自治体の民俗文化資料館に置かれたり、看板を立てて所在と由来を示したりして残された。21世紀初めまでに高島愼助が調査して報告した数は約14000、市町村が有形文化財とした力石は日本に約350個（例として、沼名前神社、智恩寺 (宮津市)、太宰府天満宮、志賀海神社など）、無形文化財に指定された力持ち（力試し）は1ある。また、18の力持ちの大会が神社の祭りや非宗教的大会として開催されている。

## 力石
石の形は表面が滑らかな楕円形が多い。滑らかな石は持ち上げにくいが、体に傷をつけずにすむ。ほとんどの力石は60キログラムより重い。米俵より軽くてはわざわざ石を用意する意味がないという事であるらしい。上限は様々で、中には300キロに達するものもある。あまりに重い石は1人で持ち上げることは不可能だが、それはそれで別の挑戦方法がある。
人々は、山や川原で手ごろな大きさの石を見つけて村に持ち帰り、力石とした。重さが異なる石を複数用意することが多かった。置き場所は神社や寺院、空き地、道端、民家の庭など様々であったが、若者が集まるのに都合が良い場所であった。
石に文字を刻むことも盛んに行われた。「力石」という普通名詞としての名のほか、石に与えられた「固有名」を刻んだものがある。また、持ち上げた人の名と年月日を記念に刻んだものもある。しかし大半は無銘で、慣習と記憶が薄れるとただの大きな石と区別がつかなくなる。例として、静岡県三島市の右内神社の境内には3つの力石があり、1つは「女石」と呼ばれ、重さにして23貫（86キログラム前後）あり、力女が持ち上げたと伝わる（右内神社境内の看板説明。他の2つは34貫と32貫の重さがある）。
一例としては、山形県鶴岡市大泉では、米7斗5升分から6斗石、5斗石の力石があり、肩上げ・両ざし・片手ざしなどで競ったされる。

## 力持ち・力試し
力石を持ち上げることを、力持ち、力試し、石抱え、担ぎ上げ、盤持ち（ばんもち）などという。典型的には石を抱えて持ち上げる。持ち上げ方は、胸まで、肩まで、頭上まで、体に付けずに、など様々である。また持ち上げてから担いで歩いたり、体の周りを回したりすることもある。石に縄をかけて持ちやすくしたり、非常に重いものでは、石が地面を離れればよしとしたり、倒れている石を引き起こせば良いとするなど、石の重さと個人の体力に応じて様々な条件と目標があった。
力試しに挑戦するのは主に村の若い男達であったが、体力と異なり筋力の方は40代後半まではそれほど減少しないので中高年の男達が加わる事も多かった。武道を習うのが一般的でない村落のような環境では、より重い物を持ち上げて運べる身体機能はそのまま格闘能力の優劣に繋がると見なされた。中高年の男性が強い力を披露できることは、若者組の増長を抑える面でも重要だった。娯楽が少ない環境では、力試しは若者達のスポーツの一種であった。通過儀礼的に力石を持ち上げられると一人前とみなされた村もある。しかし過去に1人か2人しか持ち上げられなかったという石もあり、力試しの位置付けもまた多様である。
米問屋では働く若者を採用する時に力石を用いた。

## 伝説上の力石
伝説上の人物が持ち上げたり放り投げたりしたと伝えられる力石が、やはり全国各地にある。たいていは1人では持ち上げられそうにない巨石である。

## 記録例
- 太田康資の伝説として、普通の男が30人かかって持ち上げる大石を1人で軽く持ち上げてみせた（『関東古戦録』巻六、『小田原北条記』巻五）。
- 戸村義国の伝説として、竜昌院寺内に、3、40貫（112 - 130キログラム超）の大石を置き、持ち上げたとされる[5]。
- 浦和市（現さいたま市）白幡の医王寺境内にある力石の銘として、「唱武広観直性大法子 寛政5年（1793年）5月29日」と記されており、伝えによれば、75貫目（約280キログラム）あり、寛政期の白幡の若者に大力がいて、江戸の力士ですら持ち上げられなかったこの石を持ち上げたとされる[6]。
- 加藤寛斎の『奥郡里間数記』に（文化・文政期＝1809 - 29年とみられる）、江戸角力・待乳山部屋の三段目まで取った久米の森という角力がいて、出自は常陸国那珂郡額田村の常福寺の北二軒家だったが、10人や15人では持てない六尺角（180センチ四方）の大石を1人で運んだとされる[7]。

- 安政6年（1859年）5月8日生まれの大和国北葛城郡二上村（現香芝市）在地力士・大の松為次郎は、身長5尺3寸（約160センチ）、体重20貫（74キログラム以上）であったが、米8斗5升（約154キログラム）と同じ重さの力石を気楽に持ち上げた、と記述されている[8]。